# Hans Ludendorff
Friedrich Wilhelm Hans Ludendorff (* 26. Mai 1873 in Thunow (Toniewo) bei Köslin; † 26. Juni 1941 in Potsdam) war ein bedeutender deutscher Astronom und Astrophysiker. Er war der jüngere Bruder des Generals Erich Ludendorff.

## Leben
Hans Ludendorff war nach seinem Studium der Physik, Mathematik und Astronomie in Berlin ab 1897 als Assistent an der Sternwarte in Hamburg tätig. 1898 wechselte er an das Astrophysikalische Observatorium in Potsdam, wo er ab 1905 als Observator und ab 1915 als Hauptobservator tätig war. Von 1921 bis zu seiner Pensionierung im Jahre 1938 war Ludendorff Direktor des Observatoriums.
Zwischen 1920 und 1930 gehörte er dem Vorstand der Astronomischen Gesellschaft an und von 1932 bis 1939 war er der Vorsitzende. Seit 1922 war er ordentliches Mitglied der Preußischen Akademie der Wissenschaften. 1933 wurde er als korrespondierendes Mitglied in die Bayerische Akademie der Wissenschaften aufgenommen.

## Werk
Ludendorffs Arbeitsschwerpunkt lag auf dem Gebiet der veränderlichen Sterne und spektroskopischer Doppelsterne. So bestimmte er zum Beispiel 1904 die Periziodität der Lichtkurve des Sterns Almaaz (ε Aurigae) zu 27,1 Jahren.
Eine erste große, 1905 veröffentlichte Arbeit betraf den großen Sternhaufen Messier 13 im Sternbild Herkules. Ludendorff verglich die ausgewerteten Aufnahmen von 1900 und 1902 mit der früheren Potsdamer photometrischen Arbeit von Julius Scheiner. Der erarbeitete Katalog hat 1136 Einträge. Im Jahr 1921 wurde er zum Mitglied der Leopoldina gewählt.
Ludendorff nahm 1923 auf Anregung von Albert Einstein, der dazu eigentlich die Einladung erhalten hatte, an der deutschen Exkursion zur Sonnenfinsternis nach Mexiko teil. Seit 1930 beschäftigte er sich mit dem Kalender und den astronomischen Kenntnissen der Maya.
Ludendorff gehörte zum engeren Berliner Kollegenkreis um Albert Einstein. Er warnte 1922 ausdrücklich vor Einstein-Gegnern aus dem Lager der sogenannten „Deutschen Physik“. Er förderte die Unternehmungen zur empirischen Überprüfung der Relativitätstheorie und veröffentlichte auch selbst wissenschaftliche Arbeiten dazu. Von dieser Position rückte er auch nach 1933 nicht ab. Noch 1934 bestellte er astronomische Geräte zur Überprüfung der Relativitätstheorie von Albert Einstein.
Gleichzeitig trieb Ludendorff ab 1933 die sog. Arisierung des Astrophysikalischen Observatoriums voran und sorgte dafür, dass die Einsteinbüste aus dem Eingangsbereich des Einsteinturms entfernt wurde.
Ludendorff war Kuratoriumsmitglied der Einstein-Stiftung, Mitbegründer der Zeitschrift für Astrophysik und Herausgeber des zwischen 1928 und 1936 erschienenen Handbuch der Astrophysik.